# Distretto di Wil
Il distretto di Wil è un distretto del Canton San Gallo, in Svizzera. Confina con i distretti di San Gallo a est e del Toggenburgo a sud-ovest, con il Canton Turgovia (distretti di Münchwilen e di Weinfelden) a nord e con il Canton Appenzello Esterno a sud-est. Il capoluogo è Wil.

## Comuni
Amministrativamente è diviso in 10 comuni:
- Degersheim
- Flawil
- Jonschwil
- Niederbüren
- Niederhelfenschwil
- Oberbüren
- Oberuzwil
- Uzwil
- Wil
- Zuzwil

### Fusioni
- 2013: Bronschhofen, Wil → Wil